# 扎伊纳布·多索
扎伊纳布·多索（義大利語：Zaynab Dosso，1999年9月12日—），意大利女子田径运动员，2022年欧洲田径锦标赛女子4×100米接力铜牌得主、2024年世界室内田径锦标赛女子60米铜牌得主。